# サヴスキ・マロフ駅
サヴスキ・マロフ駅（クロアチア語：Željeznički kolodvor Savski Marof）は、クロアチア共和国ザグレブ郡サヴスキ・マロフにある、クロアチア鉄道（HŽ）の駅。M101号線・L102号線が乗り入れる他、スロベニアの国境に近いため、スロベニア鉄道のドボヴァ - リュブリャナ線も接続する。